# Ямада Торадзиро
Торадзиро Ямада (яп. 山田寅次郎, 23 августа 1866 — 13 февраля 1957) — японский бизнесмен, внёсший большой вклад в установление турецко-японских отношений. Стал одним из первых японцев, принявших ислам и совершивших хадж, также был известен под именами Абдухалил и Ямада Сою (яп. 山田宗有).